# Fútbol Club Santiago de Cuba
O Fútbol Club Santiago de Cuba é um clube de futebol cubano com sede em Santiago de Cuba.
Foi vencedor do Campeonato Nacional de Cuba por três vezes.

## Títulos
- Campeonato Cubano de Futebol
  - Campeão (3): 2017, 2018 e 2019